# Ido Cattaneo
Ido Angelo Cattaneo (* 25. Juli 1905 in Italien; † 7. Juni 2000 in St. Moritz, Schweiz) war ein italienisch-schweizerischer Skirennläufer.

## Biografie
Cattaneo gewann bei den alpinen Skiweltmeisterschaften 1934 in St. Moritz zeitgleich mit dem Schweizer Heinz von Allmen die Bronzemedaille im Abfahrtslauf. Sie war die erste Medaille für das italienische Herrenskiteam seit Einführung der Weltmeisterschaften.
1952 wurde der aus Laino in der italienischen Provinz Como stammende Cattaneo, der bereits seit 1930 in St. Moritz lebte und mit seinem Bruder Mino eine Garage betrieb, in Madulain (Graubünden) in die Schweiz eingebürgert.

## Erfolge

### Weltmeisterschaften
- St. Moritz 1934: 3. Abfahrt, 33. Slalom, 19. Kombination